# MotoGP indianapolisi nagydíj
A MotoGP Indianapolis Nagydíja a MotoGP egy versenye, melyet 2008 óta rendeznek meg. A pálya vonalvezetése hasonló, mint a 200 és 2007 között megrendezett Formula–1-es amerikai nagydíjnak, mindössze 2 különbség van benne. Az egyik, hogy az óramutató járásával ellentétesen mennek, eltérően az F1-es versenyektől, valamint nem mennek rá az ovál-részre, itt egy sikánt építettek, külön a motorosok számára.

## Az eddigi győztesek
| Év   | Helyszín     | 125 cm³                   | 250 cm³                   | MotoGP                   | Összefoglaló |
| ---- | ------------ | ------------------------- | ------------------------- | ------------------------ | ------------ |
| 2008 | Indianapolis | Nicolas Terol (Aprilia)   | Törölve                   | Valentino Rossi (Yamaha) | Összefoglaló |
| 2009 | Indianapolis | Pol Espargaró (Aprilia)   | Marco Simoncelli (Gilera) | Jorge Lorenzo (Yamaha)   | Összefoglaló |
| Év   | Helyszín     | 125 cm³                   | Moto2                     | MotoGP                   | Összefoglaló |
| 2010 | Indianapolis | Nicolas Terol (Aprilia)   | Toni Elías (Moriwaki)     | Dani Pedrosa (Honda)     | Összefoglaló |
| 2011 | Indianapolis | Nicolas Terol (Aprilia)   | Marc Márquez (Suter)      | Casey Stoner (Honda)     | Összefoglaló |
| Év   | Helyszín     | Moto3                     | Moto2                     | MotoGP                   | Összefoglaló |
| 2012 | Indianapolis | Luis Salom (Kalex KTM)    | Marc Márquez (Suter)      | Dani Pedrosa (Honda)     | Összefoglaló |
| 2013 | Indianapolis | Álex Rins (Kalex KTM)     | Esteve Rabat (Suter)      | Marc Márquez (Honda)     | Összefoglaló |
| 2014 | Indianapolis | Efrén Vázquez (Kalex KTM) | Mika Kallio (Suter)       | Marc Márquez (Honda)     | Összefoglaló |